# Gonomyia currani
Gonomyia currani är en tvåvingeart som beskrevs av Alexander 1926. Gonomyia currani ingår i släktet Gonomyia och familjen småharkrankar. Inga underarter finns listade i Catalogue of Life.